# Dubrówka (rejon miński)
Dubrówka (biał. Дубраўка, ros. Дубровка) – wieś na Białorusi, w obwodzie mińskim, w rejonie mińskim, w sielsowiecie Kołodziszcze.
Dawniej dzieliła się na Małą i Wielką.